# Tuchoraz (Kladno)
Tuchoraz je název bývalé ulice města Kladna, stejný pomístní název mívala i malá část města. Na dnešní mapě název označuje místo rozlehlé křižovatky silnic Pod Zámkem směrem k městu Slaný. Zachováno zůstalo jen několik původních domů. 

## Název a pověst
Antonín Profous a Jan Svoboda vysvětlují původ názvu v osobním jménu Tuchorad, původně znamenající Tuchoradův dvůr. Hrad Tuchoraz (původně dvůr) leží v okrese Kolín, zde toto vysvětlení je zcela namístě. V místě bývalé kladenské ulice a čtvrti podle historiků dvůr nebýval. 
V okolí čtvrti a místa býval rybník, ke kterému se váže pověst o hastrmanovi, kterou ve svém díle zachytil i kladenský rodák, vlastenecký kněz a spisovatel Václav Svatopluk Štulc.
Kladnu věnoval jednu ze svých básní, kde i Tuchoraz zmiňuje „Kladno prosté, Kladno klidné, mládí mého idyllo, jak jsi hlučné, jak jsi lidné – jak se tu vše změnilo! Kde Tuchoraz a kde Sitna? – zmizely sad, háje i luh...“

## Původní čtvrť
Tuchoraz býval součástí tzv. Slánského předměstí odděleného do roku 1850 branou od dnešního náměstí Starosty Pavla. Většina této části města zanikla při stavbě nové dopravní silnice po polovině 20. století. 
Byla to jedna z dělnických čtvrtí města; ulice Tuchoraz ležela na prudkém svahu. Vycházela doleva z dnešní ulice Slánské u hospody s názvem Pivní sanatorium (čp. 118). Hospoda v tomto domě byla již od 80. let 19. století, prvním nájemcem byl Karel Fořtík, hospodě se původně říkalo U Fořtíků, později U Procházků podle dalších provozovatelů, od roku 1935 se jí říkalo Pivní sanatorium. V roce 1969 byla zrušena. V domě provozovala také Bedřiška Procházková dámské krejčovství. Tato budova a mnoho dalších bylo zbořeno. Jen několik domů na levé straně ulice Slánské u náměstí dosud stojí.   
Ulice Slánská (v blízkosti rodného domu Václava Svatopluka Štulce) byla přejmenována nedlouho po jeho smrti na ulici Štulcovu. S tímto názvem je uvedena na plánu města vydaného po roce 1905.  Štulcova se jmenovala do roku 1939, opakovaně znovu v letech 1945–1948, od té doby se trvale jmenuje Slánská.  Nově v roce 1993 byla ulicí Štulcovou pojmenována bývalá ulice Leljušenkova v městské části Rozdělov.
Tuchoraz byla ulicí většinou přízemních domků s malými zahrádkami a pouličními pumpami dlážděná kočičími hlavami. V dolní části ulice bývala restaurace U Libuše. Prvním hostinským v roce 1898 byl Josef Pánek, který dům rozšířil a zřídil v něm i hokynářství. Dalšími provozovateli byli manželé Uzlovi až do roku 1952, poté byla restaurace včleněna do Sdruženého komunálního podniku s názvem U Libuše. V posledním domě v ulici vlevo býval malý koloniální obchod.  
Na konci ulice kolmo doleva vedla nedlážděná silnička do čtvrti Lesík, rovně pokračovala ulice Hřbitovní s alejí stromů k městským hřbitovům s firmou kameníka Volfa a zahradnictvím Luxových, oboje zbořeno.  
Ulice i čtvrť měla svůj neopakovatelný kolorit stejně jako jiné dělnické čtvrti města, které zůstaly zachovány.
Stavbou rozsáhlé křižovatky silnic zůstalo jen několik domů v dolní části, byly přestavěny a zvýšeny.

## Územní studie
Studie Kladno – Tuchoraz vypracovaná v roce 2016 pro Statutární město Kladno navrhuje vzhledem k bezprostřední blízkosti centrální starší části města tvořící v minulých desetiletích přechod z města do volné krajiny v ulicích Tuchoraz, Slánské a Železárenské jejich částečné obnovení. V současnosti izolovaná lokalita bydlení na severozápadním okraji města by měla být provázána s okolním městským prostředím, posílen a obnoven městský charakter současně se zklidněním dopravy (schodiště a lávky pro pěší). Nová zástavba bude navržena se zachováním městské zeleně v maximální míře.